# Bletka
Bletka, właśc. Aleksandra Bletek (ur. 27 marca 1999 w Krakowie) – polska piosenkarka oraz autorka tekstów. 

## Kariera
Jej kariera muzyczna nabrała tempa w lutym 2023, kiedy wydała swój debiutancki singel „Teraz wiem”. Jednak największą popularność przyniosła jej publikacja „Taxi”, które nagrała we współpracy z Kizo. Singel otrzymał status potrójnie diamentowej płyty. Kolejne wydania artystki to „Hero” z Kizo, „Melatoninka”, „B012”, „Awayy", a najnowszy utwór to „Ster”. 
Od września 2023 związana jest z agencją Spacerange. 
Jest studentką studiów magisterskich na Akademii Wychowania Fizycznego im. Bronisława Czecha w Krakowie. 

## Dyskografia

### Minialbumy
| Rok  | Album | Pozycja na liście | Sprzedaż       | Certyfikat                 |
| Rok  | Album | POL               | Sprzedaż       | Certyfikat                 |
| ---- | --- | ----------------- | -------------- | -------------------------- |
| 2024 | Patopop (Vol. 1) (oraz Kizo) - Data: 20 czerwca 2024 - Wydawca: Spacerange, Universal Music Polska - Format: CD, digital download, streaming | 6                 | - POL: 60 000+ | - ZPAV: 2× platynowa płyta |
| 2024 | Patopop (Vol. 2) (oraz Kizo) - Data: 5 grudnia 2024 - Wydawca: Spacerange, Universal Music Polska - Format: CD, digital download, streaming  | 28                | - POL: 15 000+ | - ZPAV: złota płyta        |

### Single
Jako główna artystka
| Rok  | Tytuł                                  | Certyfikat                 | Album              |
| ---- | -------------------------------------- | -------------------------- | ------------------ |
| 2023 | „Teraz wiem”                           |                            | singel niealbumowy |
| 2023 | „Trochę lżej”                          |                            | singel niealbumowy |
| 2023 | „Chcę zapomnieć”                       |                            | singel niealbumowy |
| 2024 | „Melatoninka”                          |                            | singel niealbumowy |
| 2024 | „Hero” (oraz Kizo)                     | - ZPAV: diamentowa płyta   | Patopop (Vol. 1)   |
| 2024 | „B012”                                 | - ZPAV: 4× platynowa płyta | singel niealbumowy |
| 2024 | „Awayy”                                |                            | singel niealbumowy |
| 2024 | „Boomboo” (oraz Kizo)                  | - ZPAV: złota płyta        | Patopop (Vol. 1)   |
| 2024 | „Na brzegu” (oraz Kizo)                |                            | Patopop (Vol. 1)   |
| 2024 | „Ster”                                 |                            | singel niealbumowy |
| 2024 | „100 BPM” (oraz Kizo)                  | - ZPAV: 4× platynowa płyta | Patopop (Vol. 1)   |
| 2024 | „Róż” (oraz Jonatan i Gibbs)           | - ZPAV: diamentowa płyta   | 23/25              |
| 2024 | „Od nowa”                              | - ZPAV: złota płyta        | singel niealbumowy |
| 2024 | „Pomaluj mój świat” (oraz Kizo)        | - ZPAV: platynowa płyta    | Patopop (Vol. 2)   |
| 2024 | „Konfetti” (oraz Kizo)                 | - ZPAV: złota płyta        | Patopop (Vol. 2)   |
| 2024 | „Dolce vita” (oraz Kizo; gośc. Szpaku) | - ZPAV: 2× platynowa płyta | Patopop (Vol. 2)   |
| 2025 | „Bucket List”                          |                            | singel niealbumowy |
| 2025 | „Amnezja”                              |                            | singel niealbumowy |

Występy gościnne
| Rok  | Tytuł                       | Certyfikat                  | Album         |
| ---- | --------------------------- | --------------------------- | ------------- |
| 2023 | „Taxi” (Kizo; gośc. Bletka) | - ZPAV: 3× diamentowa płyta | Patocelebryta |